# あずさ第一高等学校
あずさ第一高等学校（あずさだいいちこうとうがっこう）は、千葉県野田市に本校を置く私立の単位制・通信制、普通科の高等学校である。

## キャンパス
- 野田本校
- 渋谷キャンパス
- 立川キャンパス
- 町田キャンパス
- 横浜キャンパス
- さいたまキャンパス
- 千葉キャンパス
- 柏キャンパス

## 募集対象
千葉県・茨城県・埼玉県・東京都・神奈川県・長野県・岐阜県・愛知県・群馬県・山梨県・静岡県・新潟県・石川県・京都府・奈良県・北海道の各都道府県居住（居住予定者も含む）の中学校を卒業見込みの者、もしくはすでに中学校を卒業した者（またはそれと同等の資格を有する者）。

## 教育方針
- 中学校における教育の基礎の上に
- 一人ひとりの生徒の心身の発達に応じた指導の下
- 一人ひとりの個性が最も伸びる教育を実践する

## 関連学校
- 野田鎌田学園高等専修学校
- 野田鎌田学園杉並高等専修学校
- 野田鎌田学園横浜高等専修学校